# Rýžové mléko
Rýžové mléko je rostlinné mléko vyrobené z rýže. Nejčastěji je vyrobeno z hnědé rýže a většinou je nasládlé. Sladkost je v různých variantách rýžového mléka způsobena díky přirozenému enzymatickému procesu, který štěpí sacharidy na cukry. Některá rýžová mléka mohou být nicméně oslazena cukrovým sirupem nebo jinými sladidly.

## Srovnání s kravským mlékem
Ve srovnání s kravským mlékem má rýžové mléko více sacharidů, ale neobsahuje tak velké množství vápníku, bílkovin a žádný cholesterol ani laktózu. Komerční značky častokrát do rýžového mléka přidávají vitamíny a minerály.[zdroj⁠?!]
Rýžové mléko častokrát konzumují lidé s intolerancí laktózy, jsou alergičtí na sóju nebo mléko nebo kteří mají fenylketonurii.[zdroj⁠?!] Také jej častokrát konzumují vegani.